# Bettembourg vasútállomás
Bettembourg vasútállomás Luxemburgban, Bettembourg településen található.

## Vasútvonalak
Az állomást az alábbi vasútvonalak érintik:
- 60-as vasútvonal
- Bettembourg–Volmerange-les-Mines-vasútvonal
- Beetebuerg-Esch-Uelzecht-vasútvonal

## Kapcsolódó állomások
A vasútállomáshoz az alábbi állomások vannak a legközelebb:
- Dudelange-Burange vasútállomás (Gare de Volmerange-les-Mines, Bettembourg–Volmerange-les-Mines-vasútvonal)
- Gare d’Hettange-Grande
- Noertzange vasútállomás (Esch-sur-Alzette vasútállomás, Beetebuerg-Esch-Uelzecht-vasútvonal)
- Berchem vasútállomás (Luxemburg vasútállomás, 60-as vasútvonal)
- Howald railway station